# Premi Unión de Actores a la millor actriu secundària de cinema
El Premi a la millor actriu secundària en la seva secció de cinema lliurat per la Unión de Actores y Actrices reconeix la millor interpretació d'una actriu secundària dins d'una pel·lícula. Es ve lliurant des de 2002, ja que entre 1991 i 2001 es va lliurar un únic premi al millor interpretació secundària, sense distingir entre masculina i femenina.

## Dècada de 2000
| Guanyadora | Candidates                                          | |
| 2002       | 2002                                                | 2002 |
| ---------- | --------------------------------------------------- | --- |
|            | Nieve de Medina per Ana Los lunes al sol            | - Geraldine Chaplin per Marie a En la ciudad sin límites - Adriana Ozores per Pilar a En la ciudad sin límites |
| 2003       |                                                     | |
|            | Candela Peña (1) per Ana en Te doy mis ojos         | - María Botto per Conchi a Soldados de Salamina - María Pujalte per Sofía a En la ciudad                       |
| 2004       |                                                     | |
|            | Lola Dueñas per Rosa a Mar adentro                  | - Silvia Abascal per Begoña a El Lobo - Mabel Rivera per Manuela a Mar adentro                                 |
| 2005       |                                                     | |
|            | Elvira Mínguez per Raquel a Tapas                   | - Pilar López de Ayala per Maestra a Obaba - Marta Etura per Clara a Para que no me olvides                    |
| 2006       |                                                     | |
|            | Blanca Portillo per Agustina a Volver               | - Carmen Maura per Irene a Volver - Lola Dueñas per Sole a Volver                                              |
| 2007       |                                                     | |
|            | Nuria González per Carmen a Mataharis               | - Marta Etura per Virtudes a Las trece rosas - Mariana Cordero per Mercedes a La torre de Suso                 |
| 2008       |                                                     | |
|            | Ana Wagener (1) per Dolores a El patio de mi cárcel | - Chus Lampreave per Celia a Fuera de carta - Penélope Cruz per Mª Elena a Vicky Cristina Barcelona            |
| 2009       |                                                     | |
|            | Verónica Sánchez per Paula a Gordos                 | - Blanca Portillo per Judit García a Los abrazos rotos - Marta Aledo per Irene a La vergüenza                  |

## Dècada de 2010
| Guanyadora | Candidates                                            | |
| 2010       | 2010                                                  | 2010 |
| ---------- | ----------------------------------------------------- | --- |
|            | Ana Wagener (2) per Bea a Biutiful                    | - Fanny de Castro per Puri a Amador - Alicia Borrachero per Mari Ángeles a Vidas pequeñas                          |
| 2011       |                                                       | |
|            | Ana Wagener (3) per Mercedes a La voz dormida         | - Maribel Verdú per Inés a De tu ventana a la mía - Charo Zapardiel per Tomasa a La voz dormida                    |
| 2012       |                                                       | |
|            | Candela Peña (2) per Mamen a Una pistola en cada mano | - Chus Lampreave per María en El artista y la modelo - Ángela Molina per Doña Concha a Blancanieves                |
| 2013       |                                                       | |
|            | Belén López per Aledo a 15 años y un día              | - Verónica Echegui per Cris a La gran familia española - Lola Dueñas per Su Amiga a 10.000 noches en ninguna parte |
| 2014       |                                                       | |
|            | Carmen Machi per Merche a Ocho apellidos vascos       | - Ana Fernández per Ana a Purgatorio - Goya Toledo per Virginia a Marsella                                         |
| 2015       |                                                       | |
|            | Luisa Gavasa per Suegra a La novia                    | - Macarena García per Julia a Palmeras en la nieve - Terele Pávez per Terele a Las aventuras de Moriana            |
| 2016       |                                                       | |
|            | Candela Peña (3) per Candela a Kiki, el amor se hace  | - Adriana Ozores per Mercedes a Cerca de tu casa - Terele Pávez per Antonia a La puerta abierta                    |
| 2017       |                                                       | |
|            | Adelfa Calvo per Portera a El autor                   | - Belén Cuesta per Milagros a La llamada - Gracia Olayo per Sor Bernarda de los Arcos a La llamada                 |
| 2018       |                                                       | |
|            | Ana Wagener (4) per La Ceballos a El Reino            | - Alexandra Jiménez per Luisa Lanas a Superlópez - Carolina Yuste per Paqui a Carmen y Lola                        |